# Tajemnica morderstwa na Manhattanie
Tajemnica morderstwa na Manhattanie (Manhattan Murder Mystery) – amerykańska komedia kryminalna z 1993 roku w reżyserii Woody’ego Allena. W rolach głównych, obok samego reżysera, wystąpili Diane Keaton, Alan Alda i Anjelica Huston.

## Zarys fabuły
Larry i Carol oraz Paul i Lilian to dwa mieszkające tuż obok siebie małżeństwa. Kiedy Lilian nieoczekiwanie umiera w niewyjaśnionych okolicznościach, Paulowi zależy na wyjątkowo szybkim pochówku żony. Wzbudza to podejrzenia Carol, która postanawia podjąć własne, amatorskie śledztwo. Wciąga do niego również swojego męża, początkowo niechętnego temu pomysłowi.

## Obsada
- Woody Allen (Larry)
- Diane Keaton (Carol)
- Alan Alda (Ted)
- Anjelica Huston (Marcia)
- Jerry Adler (Paul)
- Lynn Cohen (Lillian)

i inni

## Produkcja
Pierwotnie Tajemnica... miała być kolejnym filmem, w którym Allen wystąpi wspólnie ze swoją wieloletnią muzą i partnerką życiową Mią Farrow. Na krótko przed rozpoczęciem zdjęć ich związek rozpadł się w atmosferze nagłaśnianego przez prasę bulwarową skandalu po tym, jak wyszło na jaw, iż Allen potajemnie romansował z adoptowaną córką Farrow z poprzedniego związku, pochodzącą z Korei Soon-Yi Previn (obecnie Soon-Yi jest żoną Allena). Zamiast na planie, Allen i Farrow spotkali się w sądzie, gdzie stoczyli dramatyczną walkę o prawo do opieki na trójką swych dzieci (ostatecznie wygraną przez Farrow). Allen nie ukrywał, że praca nad filmem była dla niego odskocznią w tym niezwykle trudnym dla niego momencie życia. Na jego prośbę, rolę napisaną specjalnie dla Farrow przejęła w ostatniej chwili Diane Keaton.
Podobnie jak w większości filmów z tego okresu twórczości Allena, akcja filmu rozgrywa się w Nowym Jorku i tam też realizowano zdjęcia.

## Przyjęcie i nagrody
Film został dość dobrze przyjęty przez krytykę, jednak okazał się zupełną klapą finansową. Przyniósł wytwórni TriStar Pictures ok. 2 milionów dolarów strat. Było to jednym z głównych powodów rozstania tej firmy z Allenem. Jego kolejny obraz Strzały na Broadwayu został już wyprodukowany pod skrzydłami wytwórni Miramax. Tajemnica nie otrzymała żadnej ważnej nagrody filmowej, była jedynie nominowana do Cezara dla najlepszego filmu zagranicznego. Oprócz tego Diane Keaton otrzymała nominację Złotego Globu dla najlepszej aktorki w komedii lub musicalu, a Anjelica Huston do BAFTA dla najlepszej aktorki drugoplanowej.